# SN 2005ha
SN 2005ha – supernowa odkryta 13 października 2005 roku w galaktyce UGC 3457. W momencie odkrycia miała maksymalną jasność 18,30m.